# NGC 6860
NGC 6860 ist eine Spiralgalaxie mit aktivem Galaxienkern vom Hubble-Typ Sb: im Sternbild Pfau am Südsternhimmel. Sie ist schätzungsweise 196 Millionen Lichtjahre von der Milchstraße entfernt und hat einen Durchmesser von etwa 80.000 Lichtjahren.
Im selben Himmelsareal befinden sich u. a. die Galaxien IC 4936, IC 4939, IC 4951.
Das Objekt wurde am 11. August 1836 von dem Astronomen John Herschel mit seinem 18,7-Zoll-Spiegelteleskop entdeckt und später von Johan Dreyer in seinen New General Catalogue aufgenommen.